# Daniel Amigo
Daniel Amigo (El Paso, 13 settembre 1995) è un cestista statunitense con cittadinanza messicana.

## Palmarès
- Campionato messicano: 1

Soles de Mexicali: 2020